# Tomorrow’s Harvest
Tomorrow’s Harvest – czwarty album studyjny szkockiego duetu elektronicznego Boards of Canada, wydany w 2013 roku. Z komercyjnego punktu widzenia okazał się największym sukcesem zespołu dochodząc do: 1. miejsca na liście Vinyl Albums, 2. na Independent Albums i na Top Dance/Electronic Albums tygodnika Billboard oraz do 1. miejsca na UK Independent Albums i 3. na UK Dance Singles and Albums Charts.

## Album

### Tworzenie
Po nagraniu albumu The Campfire Headphase w 2005 roku zespół postanowił odpocząć. Wolny czas częściowo spędził na podróżach. Później rozbudował swoje studio nagraniowe. Niektóre z wczesnych szkiców muzycznych do nowego albumu zostały zrealizowane w Nowej Zelandii. W trakcie procesu nagraniowego postanowił postarzyć kompozycje, tak aby sprawiały wrażenie nagrań ze ścieżek dźwiękowych sprzed 30 lat
.

### Wpływy i koncepcja
W wywiadzie udzielonym dziennikowi The Guardian z okazji premiery albumu Michael Sandison jako źródło inspiracji wskazał takich twórców jak John Carpenter, Fabio Frizzi, John Harrison i Mark Isham oraz ścieżki filmowe z lat 70. i 80. i ich kompozytorów: Stefana Mainettiego, Riza Ortolaniego, Paula Giovanniego, Wendy Carlos i Michaela Nymana. Dodał, iż poprzez sztuczną degradację lub obróbkę dźwięków i wykorzystanie starszego sprzętu obaj z bratem chcieli nadać kompozycjom klimat nostalgii. Natomiast jeśli chodzi o podkład perkusyjny, to nigdy nie używali automatu perkusyjnego czy sampli, ale rzeczywistych instrumentów, wplecionych w ścieżki rytmiczne.
Z wpływów pozamuzycznych wymienił matematyczne wzory i idee, umieszczone w poszczególnych utworach: „Split Your Infinities”, „Jacquard Causeway”, „Reach for the Dead”, „Collapse”, „Come To Dust” wyjaśniając przy tym, iż był to świadomy zabieg, obliczony na reakcję publiczności.
Marcus Eoin ze swej strony wymienił znaczenie wątków mistycznych w muzyce albumu, pomimo iż obaj z bratem są racjonalistami.
Elementem koncepcji albumu było również zamieszczone na jego okładce zdjęcie panoramy San Francisco, zrobione z punktu widokowego Alameda Naval Air Station, bazy wojskowej, działającej w czasie zimnej wojny. Marcus Eoin określił panoramę San Francisco jako „duch miasta”.
Z kolei tytuł albumu, Tomorrow’s Harvest, miał nawiązywać do ówczesnego sklepu internetowego z ubraniami i zaopatrzeniem, przygotowywanym między innymi na wypadek sytuacji kryzysowych. Na pytanie dziennikarza, czy można odczytać Tomorrow’s Harvest jako rodzaj niepokoju lub strachu o własne potomstwo w niestabilnym lub niepewnym świecie, Michael Sandison (który jest ojcem) odpowiedział:

Bycie ojcem napełnia cię zdrowym zrozumieniem własnej śmiertelności, a na większą skalę ta odpowiedzialność podkreśla kruchość naszego społeczeństwa, lub problemy z nim związane. Z biegiem lat staliśmy się o wiele bardziej nihilistyczni. W pewien sposób celebrujemy ideę upadku, zamiast się jej przeciwstawiać.

### Premiera
Pierwszym zwiastunem albumu był wydany 20 kwietnia 2013 roku przez Warp Records z okazji Record Store Day 2013 maxi singel zatytułowany „------ / ------ / ------ / XXXXXX / ------ / ------”. Ciąg cyfr XXXXXX oznaczał kod numeryczny 936557. Maxi singel został odkryty w nowojorskim sklepie Other Music przez jednego z klientów. Kolejny egzemplarz znaleziono później w londyńskim Rough Trade East. W ciągu następnych dni zostało ujawnionych pięć kolejnych kodów: w BBC Radio 1, NPR i Adult Swim, a także poprzez filmy na YouTube i stronę fanowską Twoism. Kiedy 29 kwietnia Boards of Canada uruchomili nową stronę internetową, Cosecha Transmisiones, okazało się, że numery te są hasłem odblokowującym teledysk oraz link do okładki albumu i daty jego wydania.
Drugim zwiastunem albumu był singiel „Reach For The Dead”, wydany przez Warp Records 23 maja 2013 roku wraz z towarzyszącym mu teledyskiem. Teledysk został publicznie zaprezentowany tego samego dnia o północy w Japonii, na wielkim ekranie w tokijskiej w dzielnicy Shibuya.   
26 maja 2013 roku Boards of Canada zaprezentowali utwór „Cold Earth” na Movement Electronic Music Festival w Detroit.  
4 utwory z albumu zaprezentowali następnego dnia w Kalifornii, nad Lake Dolores.   
3 czerwca 2013 roku Boards Of Canada dokonali premiery albumu odtwarzając go na żywo na swojej oficjalnej stronie internetowej boardsofcanada.com. Bardzo duże zainteresowanie fanów spowodowało jednak, że transmisja zawiesiła się, a na stronie pojawił się komunikat o błędzie. Transmisja na żywo była natomiast kontynuowana na kanale YouTube, umieszczonym na oficjalnej stronie zespołu na Facebooku.

### Wydania
Album został wydany 5 czerwca 2013 roku jako CD w Japonii przez miejscową wytwórnię Beat Records. 7 czerwca 2013 roku ukazał się w Europie, również jako CD a 10 czerwca 2013 roku w Wielkiej Brytanii jako podwójny LP.

### Lista utworów

#### LP
Lista według Discogs:    
| 1. | Gemini             | 2:56  |
|    |                    |       |
| 2. | Reach For The Dead | 4:47  |
|    |                    |       |
| 3. | White Cyclosa      | 3:13  |
|    |                    |       |
| 4. | Jacquard Causeway  | 6:35  |
|    |                    |       |
|    |                    | 17:31 |
|    |                    |       |

| 1. | Telepath            | 1:32  |
|    |                     |       |
| 2. | Cold Earth          | 3:42  |
|    |                     |       |
| 3. | Transmisiones Ferox | 2:18  |
|    |                     |       |
| 4. | Sick Times          | 4:16  |
|    |                     |       |
| 5. | Collapse            | 2:49  |
|    |                     |       |
|    |                     | 14:37 |
|    |                     |       |

| 1. | Palace Posy           | 4:05  |
|    |                       |       |
| 2. | Split Your Infinities | 4:28  |
|    |                       |       |
| 3. | Uritual               | 1:59  |
|    |                       |       |
| 4. | Nothing Is Real       | 3:52  |
|    |                       |       |
| 5. | Sundown               | 2:16  |
|    |                       |       |
|    |                       | 16:40 |
|    |                       |       |

| 1. | New Seeds       | 5:39  |
|    |                 |       |
| 2. | Come To Dust    | 4:07  |
|    |                 |       |
| 3. | Semena Mertvykh | 3:30  |
|    |                 |       |
|    |                 | 13:16 |
|    |                 |       |

| 1.  | Gemini                | 2:56    |
|     |                       |         |
| 2.  | Reach For The Dead    | 4:47    |
|     |                       |         |
| 3.  | White Cyclosa         | 3:13    |
|     |                       |         |
| 4.  | Jacquard Causeway     | 6:35    |
|     |                       |         |
| 5.  | Telepath              | 1:32    |
|     |                       |         |
| 6.  | Cold Earth            | 3:42    |
|     |                       |         |
| 7.  | Transmisiones Ferox   | 2:18    |
|     |                       |         |
| 8.  | Sick Times            | 4:16    |
|     |                       |         |
| 9.  | Collapse              | 2:49    |
|     |                       |         |
| 10. | Palace Posy           | 4:05    |
|     |                       |         |
| 11. | Split Your Infinities | 4:28    |
|     |                       |         |
| 12. | Uritual               | 1:59    |
|     |                       |         |
| 13. | Nothing Is Real       | 3:52    |
|     |                       |         |
| 14. | Sundown               | 2:16    |
|     |                       |         |
| 15. | New Seeds             | 5:39    |
|     |                       |         |
| 16. | Come To Dust          | 4:07    |
|     |                       |         |
| 17. | Semena Mertvykh       | 3:30    |
|     |                       |         |
|     |                       | 1:02:04 |
|     |                       |         |

Wszystkie utwory napisali, zrealizowali i wyprodukowali: Marcus Eoin i Michael Sandison.

## Odbiór

### Opinie krytyków
| Oceny łączne         | Oceny łączne |
| Publikacja           | Ocena        |
| -------------------- | ------------ |
| Album of the Year    | 81/100       |
| AnyDecentMusic?      | 8.1/10       |
| Metacritic           | 85/100       |
| Recenzje             |              |
| Publikacja           | Ocena        |
| AllMusic             | [ 17 ]       |
| The Arts Desk        | [ 18 ]       |
| The A.V. Club        | B            |
| Clash                | 9/10         |
| Consequence          | B            |
| Drowned in Sound     | 9/10         |
| God Is in the TV     | 4/5          |
| The Guardian         | [ 24 ]       |
| The Observer         | [ 25 ]       |
| The Independent      | [ 26 ]       |
| The Irish Times      | [ 27 ]       |
| laut.de              | [ 28 ]       |
| The Line of Best Fit | 8/10         |
| Los Angeles Times    | [ 30 ]       |
| Louder Than War      | 9/10         |
| musicOMH             | [ 32 ]       |
| NME                  | [ 33 ]       |
| Paste                | 8.3/10       |
| Pitchfork            | 8.3/10       |
| PopMatters           | 9/10         |
| Porcys               | 7.8/10       |
| RYM                  | 3.55/5.0     |
| Rolling Stone        | [ 39 ]       |
| The Scotsman         | [ 40 ]       |
| The Skinny           | [ 41 ]       |
| Slant Magazine       | [ 42 ]       |
| Spin                 | 9/10         |
| Sputnikmusic         | 4.5/5        |
| Under the Radar      | 7/10         |

Album zyskał powszechne uznanie na podstawie 35 recenzji krytycznych zebranych w Metacritic, 44 w Album of the Year i 39 w AnyDecentMusic?.
Tomorrow’s Harvest wysoko oceniła Heather Phares z AllMusic (4,5 gwiazdki na 5). Album jej zdaniem „nie ujawnia żadnych dramatycznych zmian; to niezaprzeczalnie dzieło Boards of Canada, wypełnione melancholijnymi melodiami i subtelnie podkręconymi rytmami, które realizowali od końca lat 90. Nie żeby Tomorrow’s Harvest brzmiał przestarzale; wręcz przeciwnie, widać, że duet zwrócił uwagę na to, co dzieje się w muzyce elektronicznej podczas ich przerwy. (…) ten album mógłby być postrzegany jako ulepszony następca Geogaddi. Utwory te mogą nawet oferować bardziej zrównoważoną podróż niż tamten album, przechodząc od delikatnego niepokoju do dławiącej grozy i z powrotem; płyta jest bardziej intelektualną przyjemnością niż wcześniejsze albumy Boards of Canada” – podsumowuje recenzentka.
„Czwarta długogrająca płyta Boards of Canada jest ich najmroczniejszym i najbardziej nastrojowym albumem” - uważa Mark Richardson z magazynu Pitchfork. „Wyraźnie zainspirowany filmowymi ścieżkami dźwiękowymi, Tomorrow’s Harvest to ciężki w atmosferze i bogato teksturowany drone. Szkoccy bracia, Michael Sandison i Marcus Eoin, nie wymyślili nowego brzmienia, ale wzięli na warsztat różne nurty muzyczne, które krążyły wokół nich, ściągnęli je w jedno miejsce i w zasadzie doprowadzili do perfekcji”. Według recenzenta jest to „najbardziej skoncentrowana wewnętrznie i najbardziej nastrojowa” płyta Boards of Canada, a jej najlepszym fragmentem jest ostatnia, trzecia część, zaczynająca się „od ultra-prostego, przypominającego Music for Films 'Sundown', przez opylone sadzą 'New Seeds', z cichym, gitarowym zgrzytem i brzmiącą jak dzwon perkusją, a następnie przez arpeggiowane 'Come to Dust' w stylu Tangerine Dream do zamykającego całość 'Semena Mertvykh' z pedałami basowymi”.
Zdaniem Doriana Lynskeya z dziennika The Guardian Tomorrow’s Harvest jest „ich [Boards of Canada] najbardziej filmowym i obszernym, jak dotąd, albumem, sugerującym jałowe równiny i płonące niebo, cud i strach, obserwowanie i bycie obserwowanym. (…) Syntezatorowe, przypominające pajęczynę ornamenty w pierwszych trzech utworach przywołują na myśl horrory Johna Carpentera i Daria Argenta. Zagadkowa pierwsza połowa płyty sprawia wrażenie, jakbyśmy przemierzali miasto duchów po jakimś niewyjaśnionym kataklizmie. To rodzaj muzyki, która rodzi dziwne wyobrażenia. Boards of Canada podrzucają kilka tropów co do własnych intencji, pozostawiając jednocześnie miejsce na własne teorie każdego słuchacza. (…) „W drugiej połowie albumu kolory stają się coraz ostrzejsze i jaśniejsze.” – ocenia recenzent, a pięć ostatnich utworów to według niego „finałowy odcinek, tak ekspansywnie wspaniały, że możesz żałować, że nie usłyszałeś go po raz pierwszy nad jeziorem Dolores”. „Tomorrow’s Harvest może nie woła o uwagę, ale z pewnością ją nagradza” – podsumowuje.
„Świat Tomorrow’s zachowuje wszystkie dźwiękowe sygnatury Boards z dawnych lat.” - twierdzi Kitty Empire z The Observer. „Są tu niemodne breakbeaty i arpeggiujące syntezatory, przywodzące na myśl filmowe ścieżki dźwiękowe z lat 70., skrzypiące transmisje przeplatają się z lawowaniami owodniowego, analogowego dźwięku, a wszystko to ozdobione nielicznymi samplami wokalnymi, których celem rzadko jest komfort”.
„Po prawie godzinie budowania Tomorrow’s Harvest kończy się spokojnym i lekko złowieszczym 'Semena Mertvykh'. Nie jest to co prawda zakończenie, którego można by się spodziewać po albumie powstającym przez prawie osiem lat, ale jest to świetne podsumowanie całej płyty” – ocenia Sean McCarthy z PopMatters.
„Po fanfarowym brzęku w otwierającym album 'Gemini', złowieszcze smyczki, które następują po nim, sugerują słuchaczowi, że Tomorrow’s Harvest jest najmroczniejszą i najbardziej dystopijną płytą Boards of Canada” – twierdzi Jack Dutton z musicOMH. Uważa, iż „większość albumu jest mroczna i złowroga, szczególnie w porównaniu z niektórymi utworami z ich wcześniejszej płyty The Campfire Headphase. Jedynie w utworach takich jak 'Nothing Is Real', z nostalgicznym Rhodesem i ciągnącymi się, wysokimi dźwiękami smyczków, jest wiele reminiscencji jaśniej brzmiącego Boards of Canada. Płyta jest równie inteligentna, co mroczna, wypełniona falującymi arpeggiami i analogowymi dźwiękami syntezatorów. Obfitość muzycznych subtelności przypomina słuchaczowi dlaczego Boards of Canada jest tak wyjątkowym zespołem.” – podsumowuje recenzent.
„Najnowsza płyta Boards of Canada, z niejasną, numerologiczną kampanią reklamową, kontynuuje godną podziwu tradycję sztuczek z elektronicznym kunsztem, unikania oczywistych definicji medialnych. Ich muzyka, często ocierająca się o nowoczesne, klasyczne piękno i mroczną, hipnotyczną głębię, zazwyczaj dorównuje ich hipstersko-geekowskiej reputacji” – uważa Thomas H Green z The Arts Desk.
„Ważący 17 utworów i ponad godzinę muzyki, Tomorrow’s Harvest niesie ze sobą spory balast. Oszczędna, momentami chorobliwa sekcja środkowa sprawia wrażenie zmęczonej, nadmiernie rozciągniętej, z atmosferą niepokoju, która jest być może zbyt mocno zagrana. (…) Jeśli maszyny mają duszę, to jest to prawdziwie uduchowiona muzyka, a jej ostatnia trzecia część ukazuje Boards Of Canada w ich najbardziej natchnionym, najbardziej zaangażowanym wydaniu.” – sądzi Robin Murray z magazynu Clash.
„Przyznajmy, że to tylko godzina, ale 17 utworów razem wziętych może wydawać się tak długie i wystawiające na próbę, jak drugie obejrzenie Koyaanisqatsi, a to dlatego, że większe kawałki są spięte razem przez nieregularne ozdobniki.” – stwierdza Michael Roffman z magazynu Consequence.
„Patrząc na dorobek Boards of Canada z punktu widzenia czterech albumów i 15 lat, nabiera on cech elementarnej kwadrylogii: Music Has the Right to Children uosabia powietrze, Geogaddi ogień, The Campfire Headphase ziemię, a teraz Tomorrow’s Harvest wodę. (…) W obecnej formie jednak, ich słuchowa magia jest tak sugestywna jak zawsze, a z ich alchemicznymi umiejętnościami, mogliby równie dobrze wynaleźć piąty element, lub więcej.” – ocenia Lee Wang ze Slant Magazine.
„Tomorrow's Harvest jako całość może wydawać się zbyt długi, i to właśnie krótkie utwory są problemem - czują się one jak niepotrzebne wypełnienie płyty (…). Radzimy znieść mniej inspirujące fragmenty, bo choć liczne, są one miłosiernie krótkie, i zanurzyć się w zdumiewającym wachlarzu wspaniałych perełek, jakie można tu znaleźć” – uważa Thomas Hannan z The Line of Best Fit.
Według Bena Cardew z NME „Tomorrow’s Harvest jest mrocznym, często nieprzyjemnym romansem, bardziej nuklearną zimą niż letnim hymnem. Ich pierwszy nowy album od czasu The Campfire Headphase (…) genialnie nawiązuje do mrocznego, satanistycznego klimatu Geogaddi (…) ale zachowuje przejrzystość Headphase. Zniknęły ziarniste mroki poprzednich albumów, pozwalając genialnym melodiom zespołu i misternie teksturowanym dźwiękom błyszczeć w ciemności. Słuchajcie przy zapalonych światłach” – zachęca recenzent.
„Na Tomorrow’s Harvest bracia Sandison odwracają się od beztroskiego ciepła The Campfire Headphase z 2005 roku, by dostarczyć album, który przemawia językiem traumy i niepewności, a jednocześnie udaje im się rozkoszować zarówno teksturą jak i tonem” – uważa Mark Shukla z The Skinny.
„Tomorrow’s Harvest jest zimny i złowrogi”, ale „może to być również najbardziej dopracowany album duetu” – twierdzi George Bass z Drowned in Sound.
W opinii Simona Vozick-Levinsona z Rolling Stone „Szkocki duet kontynuuje mniej więcej tam, gdzie skończył siedem lat temu, aranżując godzinną suitę ambientowych pnączy, downtempowych dreszczowców i innych starych interpretacji przyszłości. Na Tomorrow’s Harvest jest mnóstwo intelektu, ale już nie tak wiele duszy; niczym skomplikowany artefakt znaleziony w lodowcu, jest ten album imponujący dla oka, ale zimny w dotyku.”.
„Tomorrow’s Harvest to fantastyczna płyta i triumf.” – ocenia Craig Johnson z Louder Than War dając wydawnictwu 9 punktów z 10.
„Wraz z Tomorrow's Harvest Sandison i Eoin dokonują wielkiego powrotu i można mieć tylko nadzieję, że Szkoci wkrótce ponownie spotkają się w studiu, aby nagrać nowe utwory. Bo mało któremu elektronicznemu zespołowi udaje się tworzyć jakość z taką konsekwencją” – uważa Daniel Straub z laut.de dając albumowi maksymalną notę.
| Kraj              | Lista                       | Pozycja |
| ----------------- | --------------------------- | ------- |
| Australia         | Australian Charts           | 24      |
| Belgia            | Ultratop (Flandria)         | 7       |
| Belgia            | Ultratop (Walonia)          | 33      |
| Dania             | Danish Charts               | 23      |
| Finlandia         | Suomen virallinen lista     | 28      |
| Francja           | Les Charts                  | 130     |
| Hiszpania         | Spanish Charts              | 93      |
| Holandia          | Dutch Album Top 100         | 19      |
| Irlandia          | Irish Charts                | 7       |
| Irlandia          | Irish Music Charts          | 2       |
| Japonia           | Oricon                      | 27      |
| Kanada            | Billboard Canadian Albums   | 12      |
| Niemcy            | Offizielle Deutsche Charts  | 52      |
| Norwegia          | VG-lista                    | 9       |
| Nowa Zelandia     | New Zealand Charts          | 26      |
| Stany Zjednoczone | Billboard 200               | 13      |
| Stany Zjednoczone | Independent Albums          | 2       |
| Stany Zjednoczone | Top Dance/Electronic Albums | 2       |
| Stany Zjednoczone | Tastemakers                 | 3       |
| Stany Zjednoczone | Vinyl Albums                | 1       |
| Szkocja           | Scottish Albums Chart       | 4       |
| Szwajcaria        | Schweizer Hitparade         | 35      |
| Szwecja           | Swedish Charts              | 32      |
| Wielka Brytania   | UK Albums Chart             | 7       |
| Wielka Brytania   | UK Dance Albums Chart       | 3       |
| Wielka Brytania   | UK Independent Albums Chart | 1       |
| Włochy            | Italian Charts              | 64      |

| Kraj              | Lista                       | Pozycja |
| ----------------- | --------------------------- | ------- |
| Belgia            | Ultratop (Flandria)         | 195     |
| Stany Zjednoczone | Top Dance/Electronic Albums | 19      |

### Klasyfikacje, wyróżnienia
| Miejsce | Lista                      | Publikacja       | Źródło |
| ------- | -------------------------- | ---------------- | ------ |
| 5       | 50 Best Albums of 2013     | Bleep            | [ 75 ] |
| 6       | Top Albums Of 2013         | Clash            | [ 76 ] |
| 7       | 50 Best Albums of 2013     | Spin             | [ 77 ] |
| 9       | 30 Best Albums of 2013     | XLR8R            | [ 78 ] |
| 10      | Top 50 Albums of 2013      | Uncut            | [ 79 ] |
| 12      | Top 20 Albums of 2013      | Resident Advisor | [ 80 ] |
| 23      | Top 50 Albums Of 2013      | No Ripcord       | [ 81 ] |
| 23      | Top 50 Releases of 2013    | The Wire         | [ 82 ] |
| 25      | Top 50 Albums of 2013      | Q                | [ 83 ] |
| 27      | Top 30 Albums 2013         | Cokemachineglow  | [ 84 ] |
| 32      | Top 100 Albums Of 2013     | musicOMH         | [ 85 ] |
| 38      | The Top 50 Albums of 2013  | Pitchfork        | [ 86 ] |
| 39      | 40 Best Albums of 2013     | Time Out         | [ 87 ] |
| 72      | The 75 Best Albums of 2013 | PopMatters       | [ 88 ] |